# ايمانويل يانيز
ايمانويل يانيز (بالإسبانية: Emanuel Yáñez)‏ هو دراج أوروغواياني، ولد في 23 فبراير 1985.

## وصلات خارجية
- ايمانويل يانيز على موقع أرشيف الدراجات (الإنجليزية)